# Aston Martin
Aston Martin je britansko podjetje, ki izdeluje luksuzne športne avtomobile. Vsi modeli so izdelani ročno, temu pa je primerna tudi njihova visoka cena. Stranka lahko naroči avto po meri. Izbira lahko med več različnimi materiali; vrste usnja, lesa, tkanin,... Avtomobili te znamke so na cestah precej redki, poznamo pa jih predvsem iz t. i. Bondovih filmov.
Začetki podjetja segajo v leto 1913 (takrat se je podjetje še imenovalo Bamford and Martin Limited), dve leti pozneje pa je bil registriran prvi avtomobil te znamke. Leta 1922 se Aston Martin prvič pojavi na dirki za Veliko nagrado Francije, leta 1928 pa še na 24-urni dirki Le Mans. Do leta 1951 so ti avtomobili tehnično napredovali do te mere, da so v Le Mansu v 3-litrskem razredu zasedli prva tri mesta. Od leta 1994 je večinski lastnik Aston Martina ameriško podjetje Ford.

## Rezultati Svetovnega prvenstva Formule 1
(legenda)
| Leto | Šasija                              | Motor           | Gume | Dirkači             | 1   | 2   | 3   | 4   | 5   | 6   | 7   | 8   | 9   | 10  | Toč | Prv |
| ---- | ----------------------------------- | --------------- | ---- | ------------------- | --- | --- | --- | --- | --- | --- | --- | --- | --- | --- | --- | --- |
| 1959 | Aston Martin DBR4                   | Aston Martin L6 | ?    |                     | MON | 500 | NIZ | FRA | VB  | NEM | POR | ITA | ZDA |     | 0   | 5.  |
| 1959 | Aston Martin DBR4                   | Aston Martin L6 | ?    | Roy Salvadori       |     |     | Ret |     | 6   |     | 6   | Ret |     |     | 0   | 5.  |
| 1959 | Aston Martin DBR4                   | Aston Martin L6 | ?    | Carroll Shelby      |     |     | Ret |     | Ret |     | 8   | 10  |     |     | 0   | 5.  |
| 1960 | Aston Martin DBR4 Aston Martin DBR5 | Aston Martin L6 | ?    |                     | ARG | MON | 500 | NIZ | BEL | FRA | VB  | POR | ITA | ZDA | 0   | 8.  |
| 1960 | Aston Martin DBR4 Aston Martin DBR5 | Aston Martin L6 | ?    | Roy Salvadori       |     |     |     | DNP |     |     |     |     |     |     | 0   | 8.  |
| 1960 | Aston Martin DBR4 Aston Martin DBR5 | Aston Martin L6 | ?    | Roy Salvadori       |     | Ret |     |     |     |     |     |     |     |     | 0   | 8.  |
| 1960 | Aston Martin DBR4 Aston Martin DBR5 | Aston Martin L6 | ?    | Maurice Trintignant |     |     |     |     |     |     | 11  |     |     |     | 0   | 8.  |